# 창 (좌내사)
창(敞, ? ~ ?)은 전한 중기의 관료이다. ‘창’은 이름자로, 성씨는 알 수 없다.

## 행적
원수 원년(기원전 122년), 좌내사에 임명되었다.

## 출전
- 반고, 《한서》 권19하 백관공경표 下

| 전임 이저 | 전한의 좌내사 기원전 122년 ~ 기원전 113년? | 후임 예관 |